# Jan Frederiksen
Jan Frederiksen (Copenhague, Dinamarca, 20 de junio de 1982), futbolista danés. Juega de defensa y su actual equipo es el Wisla Cracovia de la Ekstraklasa de Polonia. 

## Selección nacional
Ha sido internacional con la Selección de fútbol de Dinamarca Sub-21.

## Clubes
| Club           | País      | Año       |
| -------------- | --------- | --------- |
| Lyngby BK      | Dinamarca | 2000-2001 |
| SBV Excelsior  | Holanda   | 2001-2002 |
| FC Midtjylland | Dinamarca | 2003-2004 |
| Herfølge BK    | Dinamarca | 2004-2006 |
| Randers FC     | Dinamarca | 2007-2009 |
| Brøndby IF     | Dinamarca | 2009-2012 |
| Wisla Cracovia | Polonia   | 2012-     |